# Порай (Лодзинське воєводство)
Порай (пол. Poraj) — село в Польщі, у гміні Воля-Кшиштопорська Пйотрковського повіту Лодзинського воєводства.
Населення — 88 осіб (2011).
У 1975-1998 роках село належало до Пйотрковського воєводства.

## Демографія
Демографічна структура станом на 31 березня 2011 року:
|          | Загалом | Допрацездатний вік | Працездатний вік | Постпрацездатний вік |
| -------- | ------- | ------------------ | ---------------- | -------------------- |
| Чоловіки | 48      | 14                 | 31               | 3                    |
| Жінки    | 40      | 9                  | 22               | 9                    |
| Разом    | 88      | 23                 | 53               | 12                   |